# غويلرمو فارغاس
غويلرمو فارغاس (بالإسبانية: Guillermo Vargas) هو رسام كوستاريكي، ولد في 18 سبتمبر 1975 في سان خوسيه في كوستاريكا.

## وصلات خارجية
- الموقع الرسمي